# Moreruela de Tábara
Moreruela de Tábara település Spanyolországban,  Zamora tartományban. Moreruela de Tábara Pozuelo de Tábara, Tábara, Faramontanos de Tábara, Bretocino, Bretó, Granja de Moreruela, San Cebrián de Castro és Perilla de Castro községekkel határos. Lakosainak száma 288 fő (2024).

## Népesség
A település népessége az utóbbi években az alábbiak szerint változott:
| Lakosok száma | 526  | 482  | 439  | 410  | 360  | 347  | 323  | 315  | 302  | 288  |
|               | 2001 | 2004 | 2007 | 2009 | 2012 | 2014 | 2017 | 2019 | 2022 | 2024 |